# Симавна
Симавна или Амовуно (на гръцки: Αμμόβουνο, Амовуно, катаревуса Ἀμμόβουνον, Амовунон) е село в Западна Тракия, Гърция в дем Орестиада.

## География
Селото е разположено в плодородната долина на река Арда при напускането и на източнородопските ридове. Селото лежи на десния бряг на Арда, на 5 километра източно от демовия център Саръхадър. Право на запад от селото на по-малко на около 10-15 километра е Ивайловград в България.

## История
Счита се за родно място на шейх Бедреддин Симави.
През 1923 в селото са преселени гагаузи от Източна Тракия.